# Slaviša B. Prešić
Slaviša B. Prešić — Slavko (Kragujevac, 25. mart 1933 — 24. jun 2008.) bio je srpski matematičar i profesor univerziteta.

## Biografija
Završio je osnovnu i srednju školu u Kragujevcu. Godine 1952. upisao se na grupu za matematiku Prirodno-matematičkog fakulteta u Beogradu gde je diplomirao 1958. godine. Doktorirao je na istom fakultetu 1963. sa tezom „Prilog teoriji algebarskih struktura“. Za asistenta na Prirodno-matematičkom fakultetu u Beogradu, katedra za matematiku, izabran je 1958. godine, za docenta 1963, za vanrednog profesora 1970, a za redovnog 1979. godine. U tom zvanju je ostao do penzionisanja.
Školsku 1970/71. provodi u SR Nemačkoj, na nekoliko nemačkih univerziteta, kao dobitnik Humboltove stipendije, letnji semestar 1979/80 provodi u SAD, na Kalifornijskom univerzitetu u Berkliju, a školsku 1985/86. ponovo u SAD, na Kurantovom institutu, Njujorški univerzitet. Kraće je boravio u Sovjetskom savezu na MGU 1979, u SAD na Kurantovom institutu više puta u periodu 1986-90, a u Grčkoj na Atinskom univerzitetu 1987.
Naučni radovi Slaviše B. Prešića bili su iz oblasti algebre, matematičke logike, funkcionalnih jednačina, metodike nastave matematike, metodologije, numeričke matematike, računarstva, a objavljivao ih je u domaćim i stranim časopisima. Naučne rezultate su mu koristili, citirali, na njih se nadovezivali brojni matematičari, kako domaći tako i inostrani.
Rezultati, posebno oni iz oblasti funkcionalnih jednačina i numeričke matematike uvršćeni su mu u nekoliko monografija, recimo u:
- L. J. Lecture on Functional Equations and Their Applications. Academic Press., New York - London, 1966
- Kurepa, Đuro, Viša algebra I i II, Građevinska knjiga, Beograd, 1979.

Saopštavao je na više naučnih skupova, i zemlji i u inostranstvu, između ostalih na: VI međunarodnom kongresu logike, metodologije i filozofije nauka (Hanover, 1979), Seminaru za višu algebru MGU-a (Moskva, 1978), Kolokvijumu za matematičku logiku Kalifornijskog univerziteta (Berkli, 1980), Seminaru za matematičku logiku njujorškog gradskog univerziteta (Njujork, 1986), Seminaru za računarstvo Kurantovog instituta (Njujork, 1986), Seminaru za matematičku logiku Filadelfijskog univerziteta (Filadelfija, 1986), Kolokvijumu za matematiku univerziteta Templ (Filadelfija, 1986), Seminaru za funkcionalne jednačine univerziteta Vaterlo (Vaterlo, 1986) i dr.
Predavanja na redovnim studijama držao iz raznih oblasti (algebre, matematičke logike, računarstva), pri čemu je kurseve iz matematičke logike i moderne algebre upravo on uveo na PMF.
Pored toga je osnovao i rukovodio nizom naučno-istraživačkih seminara (iz teorije automata, teorije grupa, funkcionalnih jednačina, matematičke logike, metodologije, računarstva, veštačke inteligencije).
Od posebnog značaja je Seminar iz matematičke logike koji radi već 50 godina i kroz koji je prošao brojan logički podmladak, kao i Jugoslovenski seminar za matematičku logiku koji radio 15 godina.
Pored seminara, naučni podmladak je podizao i rukovođenjem desetinama magistarskih radova i dvadesetak doktorskih teza, držanjem brojnih predavanja po univerzitetima širom zemlje, držanjem čitavog niza javnih predavanja na radiju, televiziji, Kolarčevom univerzitetu, studentskim centrima.
Bavio se takođe i osavremenjavanjem nastave matematike u srednjim i osnovnim školama, za koje je napisao više knjiga, bio jedan od glavnih tvoraca novih planova i programa u SR Srbiji, i održao čitav niz predavanja na seminarima za srednjoškolske i osnovno-školske nastavnike.
Slaviša B. Prešić je takođe vidno učestvovao u raznim oblicima društvene delatnosti. Dve godine (1978—80) je upravnik Instituta za matematiku, bio je član saveta OOUR-a, a dugi niz godina je šef Katedre za algebru i matematičku logiku. Podstakao je i veoma aktivno radio na reformi planova i programa studija matematike, posebno onih delova koji se odnose na algebru, logiku i računarstvo.
Pored toga, u periodu 1972-76 je bio član Prosvetnog saveta SR Srbije i predsednik Komisije za matematiku, kada je bio idejni tvorac i jedan od glavnih aktivnih učesnika pri izradi savremenih planova i programa matematike za osnovnu i srednju školu. Godinama je sarađivao sa Matematičkim institutom u Beogradu (bio je predsednik Saveta, član Naučnog veća, rukovodilac projekata za matematičku logiku, algebru i veštačku inteligenciju).
Godinama je bio član redakcije časopisa Publications de l'Institut Mathématique, a u periodu 1972-1978 je bio glavni urednik jugoslovenskog stručno-metodičkog časopisa Matematika. Od 1991. do penzionisanja bio je član i predsednik univerzitetske Komisije za matematiku i računarstvo.

## Spoljašnje veze
- Slaviša B. Prešić на веб-сајту MGP (језик: енглески)
- [мртва веза], Publications de l'Institut Mathématique, 75/1997 (језик: енглески)
- , Publications de l'Institut Mathématique, 44/1981 (језик: енглески)
- Digitalni legat profesora Slaviše Prešića, Архивирано на веб-сајту  (9. август 2018) pristupljeno 9. avgusta 2018.